# Elecciones municipales de Tambopata de 2006
Las elecciones municipales de Tambopata de 2006 se llevaron a cabo el 19 de noviembre de 2006 para elegir al alcalde y al Concejo Provincial de Tambopata para el periodo 2007-2010. La elección se celebró simultáneamente con elecciones regionales y municipales (provinciales y distritales) en todo el Perú.

## Sistema electoral
La Municipalidad Provincial de Tambopata es el órgano administrativo y de gobierno de la provincia de Tambopata. Está compuesta por el alcalde y el Concejo Provincial.
La votación del alcalde y el concejo se realiza en base al sufragio universal, que comprende a todos los ciudadanos nacionales mayores de dieciocho años, empadronados y residentes en la provincia de Tambopata y en pleno goce de sus derechos políticos, así como a los ciudadanos no nacionales residentes y empadronados en la provincia de Tambopata.
El Concejo Provincial de Tambopata está compuesto por 9 regidores elegidos por sufragio directo para un período de cuatro (4) años, en forma conjunta con la elección del alcalde (quien lo preside). La votación es por lista cerrada y bloqueada. Se asigna a la lista ganadora los escaños según el método d'Hondt o la mitad más uno, lo que más le favorezca.

## Composición del Concejo Provincial de Tambopata
La siguiente tabla muestra la composición del Concejo Provincial de Tambopata antes de las elecciones.
| Partidos | Partidos                                                         | Regidores |
| -------- | ---------------------------------------------------------------- | --------- |
|          | Lista Independiente N° 3 Movimiento Independiente Progreso Verde | 6         |
|          | Patria Amazónica 2002                                            | 1         |
|          | Movimiento Nueva Izquierda                                       | 1         |
|          | Selva Sur                                                        | 1         |

## Partidos y candidatos
A continuación se muestra una lista de los principales partidos y alianzas electorales que participaron en las elecciones:
| Candidatura | Candidatura      | Partidos y alianzas                                                                        | Candidatos | Candidatos                 | Ideología                                             | Resultado previo | Resultado previo | Ref. |
| Candidatura | Candidatura      | Partidos y alianzas                                                                        | Candidatos | Candidatos                 | Ideología                                             | Votos (%)        | Reg.             | Ref. |
| ----------- | ---------------- | ------------------------------------------------------------------------------------------ | ---------- | -------------------------- | ----------------------------------------------------- | ---------------- | ---------------- | ---- |
|             | Patria Amazónica | Lista - Patria Amazónica 2006 (Patria Amazónica)                                           |            | Carlos Salinas Lovon       | Regionalismo madrediosense                            | 15.03%           | 1                |      |
|             | APRA             | Lista - Partido Aprista Peruano (APRA)                                                     |            | Víctor Ruiz Reátegui       | Aprismo                                               | 11.54%           | 0                |      |
|             | UN               | Lista - Unidad Nacional (UN) – Partido Popular Cristiano (PPC) – Solidaridad Nacional (SN) |            | José Vinelli Vega          | Democracia cristiana Conservadurismo Neoliberalismo   | 7.75%            | 0                |      |
|             | PP               | Lista - Perú Posible (PP)                                                                  |            | Adrian Parisaca Acero      | Socioliberalismo Democracia liberal Tercera vía       | 3.31%            | 0                |      |
|             | UPP              | Lista - Unión por el Perú (UPP)                                                            |            | Jorge Pita Ruiz            | Nacionalismo de izquierda Socialdemocracia            | Nuevo            | Nuevo            |      |
|             | J                | Lista - Justicia Nacional (J)                                                              |            | Aldo Rengifo Kahn          | Reformismo                                            | Nuevo            | Nuevo            |      |
|             | RN               | Lista - Restauración Nacional (RN)                                                         |            | Luis Bocángel Ramírez      | Liberalismo económico Humanismo cristiano Evangelismo | Nuevo            | Nuevo            |      |
|             | MHP              | Lista - Movimiento Humanista Peruano (MHP)                                                 |            | Senen Bellido Urquizo      | Humanismo Socialismo Ecosocialismo                    | Nuevo            | Nuevo            |      |
|             | PNP              | Lista - Partido Nacionalista Peruano (PNP)                                                 |            | José Aguirre Pastor        | Socialismo Nacionalismo de izquierda Indigenismo      | Nuevo            | Nuevo            |      |
|             | UMD              | Lista - Unidos por Madre de Dios (UMD)                                                     |            | Percy Núñez Sosa           | Regionalismo madrediosense                            | Nuevo            | Nuevo            |      |
|             | Mineros          | Lista - Movimiento Regional de Madre de Dios Mineros Unidos (Mineros)                      |            | Carmen Chávez de Valcárcel | Regionalismo madrediosense                            | Nuevo            | Nuevo            |      |
|             | OSO              | Lista - Movimiento Independiente Obras Siempre Obras (OSO)                                 |            | Vicente Ramos Montero      | Regionalismo madrediosense                            | Nuevo            | Nuevo            |      |
|             | RED              | Lista - Renovación para el Desarrollo (RED)                                                |            | Julio Cárdenas Huamán      | Regionalismo madrediosense                            | Nuevo            | Nuevo            |      |
|             | IND              | Lista - Lista Independiente N° 3 Dignidad e Integración                                    |            | Jorge Aldazabal Soto       | Localismo tambopatino                                 | Nuevo            | Nuevo            |      |

## Resultados

### Sumario general
| |                                                               |              |              |              |           |           |  |  |
| Partidos y coaliciones                                                                                              | Partidos y coaliciones                                        | Voto popular | Voto popular | Voto popular | Regidores | Regidores |  |  |
| Partidos y coaliciones                                                                                              | Partidos y coaliciones                                        | Votos        | %            | ±pp          | Total     | +/−       |  |  |
| | Restauración Nacional (RN)                                    | 8,395        | 26.84        | Nuevo        | 6         | +6        |  |  |
| | Justicia Nacional (J)                                         | 5,534        | 17.69        | Nuevo        | 2         | +2        |  |  |
| | Partido Nacionalista Peruano (PNP)                            | 5,286        | 16.90        | Nuevo        | 1         | +1        |  |  |
| | Lista Independiente N° 3 Dignidad e Integración               | 2,323        | 7.43         | n/a          | 0         | ±0        |  |  |
| | Movimiento Independiente Obras Siempre Obras (OSO)            | 1,974        | 6.31         | Nuevo        | 0         | ±0        |  |  |
| | Patria Amazónica 2006 (Patria Amazónica)1                     | 1,932        | 6.18         | –8.85        | 0         | –1        |  |  |
| | Partido Aprista Peruano (APRA)                                | 1,669        | 5.34         | –6.20        | 0         | ±0        |  |  |
| | Unión por el Perú (UPP)                                       | 1,512        | 4.83         | Nuevo        | 0         | ±0        |  |  |
| | Unidad Nacional (UN)                                          | 659          | 2.11         | –5.64        | 0         | ±0        |  |  |
| | Movimiento Regional de Madre de Dios Mineros Unidos (Mineros) | 623          | 1.99         | Nuevo        | 0         | ±0        |  |  |
| | Unidos por Madre de Dios (UMD)                                | 483          | 1.54         | Nuevo        | 0         | ±0        |  |  |
| | Perú Posible (PP)                                             | 436          | 1.39         | –1.92        | 0         | ±0        |  |  |
| | Renovación para el Desarrollo (RED)                           | 349          | 1.12         | Nuevo        | 0         | ±0        |  |  |
| | Movimiento Humanista Peruano (MHP)                            | 106          | 0.34         | Nuevo        | 0         | ±0        |  |  |
| |                                                               |              |              |              |           |           |  |  |
| Total | Total                                                         | 31,281       |              |              | 9         | ±0        |  |  |
| |                                                               |              |              |              |           |           |  |  |
| Votos válidos | Votos válidos                                                 | 31,281       | 89.35        | –0.31        |           |           |  |  |
| Votos en blanco | Votos en blanco                                               | 1,349        | 3.85         | –0.15        |           |           |  |  |
| Votos nulos | Votos nulos                                                   | 2,381        | 6.80         | +0.46        |           |           |  |  |
| Votos emitidos | Votos emitidos                                                | 35,011       | 84.31        | +8.02        |           |           |  |  |
| Abstenciones | Abstenciones                                                  | 6,517        | 15.69        | –8.02        |           |           |  |  |
| Votantes registrados                                                                                                | Votantes registrados                                          | 41,528       |              |              |           |           |  |  |
| |                                                               |              |              |              |           |           |  |  |
| Fuente: |                                                               |              |              |              |           |           |  |  |
| Notas al pie: 1 Comparado con los resultados de Patria Amazónica 2002 (Patria Amazónica) en las elecciones de 2002. |                                                               |              |              |              |           |           |  |  |
| Notas al pie: |                                                               |              |              |              |           |           |  |  |
| 1 Comparado con los resultados de Patria Amazónica 2002 (Patria Amazónica) en las elecciones de 2002.               |                                                               |              |              |              |           |           |  |  |

## Elecciones municipales distritales

### Sumario general
| | Partido Nacionalista Peruano (PNP)                 | 935   | 23.49 | Nuevo  | 1 | +1 |  |  |
| | Movimiento Independiente Obras Siempre Obras (OSO) | 774   | 19.44 | Nuevo  | 0 | ±0 |  |  |
| | Patria Amazónica 2006 (Patria Amazónica)1          | 621   | 15.60 | +9.01  | 1 | +1 |  |  |
| | Partido Aprista Peruano (APRA)                     | 485   | 12.18 | +7.23  | 0 | ±0 |  |  |
| | Unión por el Perú (UPP)                            | 407   | 10.22 | Nuevo  | 0 | ±0 |  |  |
| | Justicia Nacional (J)                              | 366   | 9.19  | Nuevo  | 1 | +1 |  |  |
| | Acción Popular (AP)                                | 144   | 3.62  | –1.85  | 0 | ±0 |  |  |
| | Unidad Nacional (UN)                               | 104   | 2.61  | –5.99  | 0 | –1 |  |  |
| | Lista Independiente N° 3 Dignidad e Integración    | 58    | 1.46  | n/a    | 0 | ±0 |  |  |
| | Renovación para el Desarrollo (RED)                | 42    | 1.06  | Nuevo  | 0 | ±0 |  |  |
| | Unidos por Madre de Dios (UMD)                     | 25    | 0.63  | Nuevo  | 0 | ±0 |  |  |
| | Avanza País (AvP)                                  | 20    | 0.50  | Nuevo  | 0 | ±0 |  |  |
| |                                                    |       |       |        |   |    |  |  |
| Total | Total                                              | 3,981 |       |        | 3 | ±0 |  |  |
| |                                                    |       |       |        |   |    |  |  |
| Votos válidos | Votos válidos                                      | 3,981 | 77.47 | –0.50  |   |    |  |  |
| Votos en blanco | Votos en blanco                                    | 922   | 17.94 | +4.38  |   |    |  |  |
| Votos nulos | Votos nulos                                        | 236   | 4.59  | –3.89  |   |    |  |  |
| Votos emitidos | Votos emitidos                                     | 5,139 | 83.13 | +10.00 |   |    |  |  |
| Abstenciones | Abstenciones                                       | 1,043 | 16.87 | –10.00 |   |    |  |  |
| Votantes registrados                                                                                                | Votantes registrados                               | 6,182 |       |        |   |    |  |  |
| |                                                    |       |       |        |   |    |  |  |
| Fuente: |                                                    |       |       |        |   |    |  |  |
| Notas al pie: 1 Comparado con los resultados de Patria Amazónica 2002 (Patria Amazónica) en las elecciones de 2002. |                                                    |       |       |        |   |    |  |  |
| Notas al pie: |                                                    |       |       |        |   |    |  |  |
| 1 Comparado con los resultados de Patria Amazónica 2002 (Patria Amazónica) en las elecciones de 2002.               |                                                    |       |       |        |   |    |  |  |

### Resultados por distrito
La siguiente tabla enumera el control de los distritos de la provincia de Tambopata. El cambio de mando de una organización política se resalta del color de ese partido.
| Distrito    | Alcalde(sa) titular       | Partido político | Partido político           | Alcalde(sa) electo(a)  | Partido político | Partido político             |
| ----------- | ------------------------- | ---------------- | -------------------------- | ---------------------- | ---------------- | ---------------------------- |
| Inambari    | Manuel Castañeda Palomino |                  | Selva Sur                  | Inocencio Aguilar Roca |                  | Partido Nacionalista Peruano |
| Laberinto   | Miguel Velarde Hurtado    |                  | Unidad Nacional            | Eleuterio Muñiz Huamán |                  | Justicia Nacional            |
| Las Piedras | Abraham Rojas Salas       |                  | Movimiento Nueva Izquierda | José Ayala Apaza       |                  | Patria Amazónica 2006        |